# Liste der Einträge im National Register of Historic Places im Kit Carson County

Lage des Kit Carson Countys in Colorado

Die Liste der Einträge im National Register of Historic Places im Kit Carson County in Colorado führt die Bauwerke und historischen Stätten im Kit Carson County auf, die in das National Register of Historic Places aufgenommen wurden.
Legende
| NRHP | Historic Place             |
| HD   | Historic District          |
| NHL  | National Historic Landmark |

## Aktuelle Liste
| [ 2 ] | Name                     | Bild                     | Eintragsdatum                 | Lage                                                          | Ort        | Beschreibung |
| ----- | ------------------------ | ------------------------ | ----------------------------- | ------------------------------------------------------------- | ---------- | ------------ |
| 1     | Burlington Gymnasium     |                          | 11. Dez. 2007 ID-Nr. 07001249 | 450 11th St. 39° 18′ 17″ N, 102° 15′ 46″ W                    | Burlington |              |
| 2     | Burlington State Armory  | Burlington State Armory  | 20. Sep. 1984 ID-Nr. 84000859 | 191 14th St. 39° 18′ 8″ N, 102° 16′ 5″ W                      | Burlington |              |
| 3     | Elitch Gardens Carousel  | Elitch Gardens Carousel  | 19. Dez. 1978 ID-Nr. 78000861 | Kit Carson County Fairgrounds 39° 18′ 32″ N, 102° 16′ 13″ W   | Burlington |              |
| 4     | Flagler Hospital         | Flagler Hospital         | 30. Jan. 1991 ID-Nr. 90001421 | 311 Main Ave. 39° 17′ 36″ N, 103° 4′ 45″ W                    | Flagler    |              |
| 5     | Sim Hudson Motor Company | Sim Hudson Motor Company | 7. Nov. 2007 ID-Nr. 07001149  | 1332 Senter Ave. 39° 18′ 17″ N, 102° 16′ 0″ W                 | Burlington |              |
| 6     | Spring Creek Bridge      | Spring Creek Bridge      | 15. Okt. 2002 ID-Nr. 02001143 | U.S. Highway 24 bei Meile 430,32 39° 18′ 1″ N, 102° 43′ 41″ W | Vona       |              |

## Ehemalige Objekte des National Register of Historic Places im Kit Carson County
Das Objekt wurde offensichtlich wegen Devastierung am 9. November 2015 von der Liste gestrichen.
| [ 2 ] | Name                                              | Bild | Eintragsdatum                | Lage                                                     | Ort        | Beschreibung |
| ----- | ------------------------------------------------- | ---- | ---------------------------- | -------------------------------------------------------- | ---------- | --- |
| 7     | Winegar Building, also known as Courtney Building |      | 22. Mai 1986 ID-Nr. 86001123 | 494--498 Fourteenth St. 39° 18′ 20,3″ N, 102° 16′ 3,5″ W | Burlington | A.W. Winegar built this two-story brick commercial building in 1907. Distinctive for its degree and type of detailing, the structure dominates the main commercial street comprised mainly of small and modest one and two-story brick structures. Over the years, the building has housed various businesses including: real estate offices, a bank, a grocery store, and hospital and doctors' offices. (Foto 1, Foto 2, Foto 3) |